# Henrik Falkenberg (1681–1754)
Henrik Falkenberg af Bålby, född 15 november 1681 på Bålby, död 21 februari 1754 i Svinnegarns församling, var en svensk militär.

## Biografi
Henrik Falkenberg af Bålby föddes 1681 på Bålby. Han var son till vice presidenten Henrik Georg Falkenberg af Bålby i Göta hovrätt och Christina Elisabet Natt och Dag. Falkenberg blev 5 december 1690 student vd Uppsala universitet och 1700 volontär vid Livgardet. Han blev i oktober 17001 korpral vid Livgardet och i augusti 1702 kvartermästare vid Upplands tremänningskavalleriregemente. Falkenberg blev 22 januari 1703 kornett vid Upplands tremänningskavalleriregemente, 14 december 1704 kornett vid Livregementet till häst, 30 juni 1706 sekundlöjtnant vid Livregementet, 31 juli 1708 premiärlöjtnant och i maj 1709 ryttmästare med fullmakt 9 februari 1716. Han blev 31 mars 1718 major, 6 augusti 1719 överstelöjtnants titel, 28 november 1722 ryttmästares indelning och 17 juni 1724 överstes avsked. Han uppfördes 1738 som förslag till riksråd och utnämndes 26 september 1748 till riddare av Svärdsorden. Falkenberg avled 1754 på Haga och begravdes 4 mars 1754 i Svinnegarns kyrka.

### Egendom
Falkenberg ägde Bålby, Hasselfors bruk i Skagershults socken, Brokinds slott i Vårdnäs socken, Haga slott i Svinnegarns socken, Värnsta i Lillkyrka socken, Värsta i Viby socken, Staby i Giresta socken och Grönsö.

### Familj
Falkenberg gifte sig första gången 9 juni 1717 med grevinnan Ulrika Bonde af Björnö (1688–1724), dotter till kungliga rådet och presidenten, friherre Carl Bonde af Björnö och grevinnan Eleonora Margareta Brahe. De fick tillsammans barnen Carl Fredrik Falkenberg (1718–1721), Christina Eleonora Falkenberg (1719–1720), studenten Henrik Georg Falkenberg (1720–1737) vid Uppsala universitet, greve Melker Falkenberg (1722–1795) och Eleonora Gustava Falkenberg (1723–1724).
Han gifte sig andra gången 3 maj 1726 med friherrinnan Anna Maria Mörner af Morlanda (1699–1767), dotter till överstelöjtnante friherre Hans Mörner af Morlanda och Helena Fleming. De fick tillsammans barnen Carl Johan Falkenberg (född 1727), Baltzar Axelk Falkenberg (1729–1730), Helena Ulrika Falkenberg (1732–1800) som var gift med hovmarskalken greve Carl Posse.